# هلن لدرر
هلن لدرر (انگلیسی: Helen Lederer؛ زادهٔ ۲۴ سپتامبر ۱۹۵۴) هنرپیشه، و کمدین اهل بریتانیا است. او در مجموعه‌های پخش زنده شنبه شب و هالیوکس حضور داشته است.